# Жолондковский, Владимир Ефремович
Владимир Ефремович Жолондковский — русский офицер артиллерии, участник Белого движения на Юге России, полковник Марковской артиллерийской бригады.

## Биография
Родился в Бессарабской губернии. Окончил Псковский кадетский корпус (1902) и Константиновское артиллерийское училище (1904). По окончании училища отправился на фронт Русско-японской войны в составе 6-й артиллерийской бригады. Был ранен под Мукденом 1 октября 1904 г. Оставил воспоминания об этой войне. Первую мировую войну встретил в должности старшего офицера 1-й батареи 6-й артиллерийской бригады. Участвуя в боях 10 - 17 августа 1914 г., Жолондковский был ранен. В ходе Восточно-Прусской операции попал в плен.
Вернулся в Россию после заключения Брестского мира и примкнул к Добровольческой Армии. Служил в Марковской артиллерийской бригаде и участвовал вместе с нею во всех боях вплоть эвакуации Крыма. Потерял левый глаз в ходе сражений. К сентябрю 1920 года числился в составе 7-й батареи и имел чин подполковника. В ноябре того же года вместе с Русской Армией Врангеля эвакуируется за границу. Конец 1920 и первую половину 1921 гг. провёл в Галлиполийском лагере, затем поселился во Франции. С осени 1925 года Жолондковский в составе Марковского артдивизиона во Франции. Полковник. В 1930 — 1935 он возглавлял группу Марковской артиллерийской бригады в Париже.
Сведения о его смерти различны. В одних источниках утверждается, что Жолондковский умер в Париже. По другим, что он жил в Бухаресте и организовывал проникновение белоэмигрантской агентуры в СССР через румынскую границу, а в 1944 — 1945 гг. был арестован СМЕРШ, и дальнейшие его следы теряются.
Жолондковский был членом Общества галлиполийцев.

При аресте Жолондковскому было предъявлено следующее обвинение: 
Вам предъявлено обвинение в том, что вы, будучи полковником белой армии, в годы Гражданской войны в России принимали активное участие в вооруженной борьбе против Советской власти. В 1920 году с остатками разгромленной белой армии Врангеля бежали за границу. Проживая за границей, проводили активную антисоветскую деятельность, состояли членом белогвардейской организации Русский общевоинский союз и возглавляли объединение РОВС марковских артиллеристов. С 1930 года работали резидентом РОВСа в Румынии, занимались переброской в СССР террористов, были связаны с румынской и английской разведками и проводили шпионскую работу против Советского Союза, т. е. в преступлениях предусмотренных ст. ст. 58-4, 58-6 ч. 1, 58-8 и 58–11 УК РСФСР.